# Republic (Washington)
Republic è una città degli Stati Uniti d'America, situata nello Stato di Washington, nella Contea di Ferry, della quale è anche il capoluogo.